# Kraftwerk Tuas
Das Kraftwerk Tuas ist ein Öl- und Gaskraftwerk in Singapur, das in der Industriezone Tuas des Distrikts South West gelegen ist. Östlich des Kraftwerks befindet sich die Insel Jurong.
Mit einer installierten Leistung von 2.670 MW ist Tuas eines der leistungsstärksten Kraftwerke in Singapur und dient zur Abdeckung der Grundlast.

## Kraftwerksblöcke
Das Kraftwerk besteht aus insgesamt sechs Blöcken unterschiedlicher Leistung, die von 1999 bis 2005 in Betrieb gingen. Bei den Blöcken 1 und 2 handelt es sich um normale Dampferzeuger, die ursprünglich mit Öl, inzwischen aber überwiegend mit Erdgas befeuert werden. Bei den Blöcken 3 bis 6 handelt es sich um Gas-und-Dampf-Turbinen. 2012 erhielt Alstom den Auftrag, eine zusätzliche 400 MW Gas-und-Dampf-Turbine zu errichten. Bei ihrer geplanten Fertigstellung wird sie einen der 600-MW-Blöcke ersetzen. Der Auftragswert dafür liegt bei ca. 260 Mio. Euro. Die Anlage ging im Dezember 2013 in Betrieb. Die folgende Tabelle gibt einen Überblick:
| Block | Maschine | Max. Leistung (MW) | Betriebsbeginn | Turbine | Generator | Dampfkessel     |
| ----- | -------- | ------------------ | -------------- | ------- | --------- | --------------- |
| 1     |          | 600                | 03.1999        | Hitachi | Hitachi   | Babcock-Hitachi |
| 2     |          | 600                | 12.1999        | Hitachi | Hitachi   | Babcock-Hitachi |
| 3     | 1        | 270                | 11.2001        | MHI     | MHI       | MHI             |
|       | 2        | 129                | 11.2001        | MHI     | MHI       |                 |
| 4     | 1        | 270                | 01.2002        | MHI     | MHI       | MHI             |
|       | 2        | 129                | 01.2002        | MHI     | MHI       |                 |
| 5     | 1        | 270                | 02.2005        | MHI     | MHI       | MHI             |
|       | 2        | 129                | 02.2005        | MHI     | MHI       |                 |
| 6     | 1        | 270                | 09.2005        | MHI     | MHI       | MHI             |
|       | 2        | 129                | 09.2005        | MHI     | MHI       |                 |
| 7     |          | 400                | 12.2013        | Alstom  | Alstom    | Alstom          |

## Geschichte
Planung und Bau der beiden 600-MW-Blöcke begannen 1994 durch das Public Utilities Board (PUB), dem zu diesem Zeitpunkt staatlichen Versorger in Singapur. Im Jahr darauf wurde Tuas Power Pte Ltd (TP) als eine 100%ige Tochter der Temasek Holdings im Rahmen der beginnenden Privatisierung der Elektrizitätswirtschaft in Singapur gegründet. 1997 erteilte das PUB der Firma TP eine Genehmigung zur Stromerzeugung. Im April 1998 wurde der Singapore Electricity Pool (SEP) eingerichtet. TP wurde Mitglied des SEP und begann mit dem Stromhandel.

## Eigentümer
Bei ihrer Gründung 1995 war TP eine 100%ige Tochter der Temasek Holdings. Im März 2008 wurde TP an die SinoSing Power Pte Ltd, eine 100%ige Tochter der chinesischen China Huaneng Group für 4,235 Mrd. S$ verkauft. Im Juli 2008 erwarb Huaneng Power International, Inc. (HPI) die SinoSing Power von der China Huaneng Group. TP wurde damit eine 100%ige Tochter der HPI, die ihrerseits zur China Huaneng Group gehört.

## Sonstiges
Die Energy Market Authority in Singapur erteilte insgesamt 14 Firmen (Stand 2012) die Genehmigung zur Stromerzeugung, darunter auch Tuas Power Generation Pte Ltd, eine 100%ige Tochter der TP. Diese Stromerzeuger verfügten 2012 zusammen über eine installierte Kraftwerkskapazität von 10.477,5 MW und erzeugten insgesamt 46,9 GWh. Mit einem Marktanteil von 24,5 % lag Tuas Power Generation 2012 an dritter Stelle hinter Senoko Energy (26,3 %) und YTL PowerSeraya (25,1 %).
Die Stromerzeugung in Singapur erfolgt inzwischen zum größten Teil mittels Gas-und-Dampf-Kombikraftwerken. Der Anteil von Erdgas an der Stromerzeugung betrug 2012 84,3 %, der von Erdöl(produkten) 12,3 %. Die Spitzenlast beim Stromverbrauch lag 2005 zwischen 5.083 MW im Januar und 5.475 MW im Oktober, 2012 lag sie zwischen 6.289 MW im Februar und 6.639 MW im Mai.
Für Haushaltskunden lag der Preis je kWh 2005 bei 17,7 S$-Cents und 2012 bei 27,9 S$-Cents.